# Control de fronteras: Australia
Border Security: Australia's Front Line (Control de fronteras: Australia, en España) es un programa televisivo australiano de Seven Network. El espectáculo sigue el trabajo de los agentes del Departamento de Asuntos de Casa, Fuerza de Frontera australiana, y de la Cuarentena australiana y Servicio de Inspección  cuando  aplican sus controles en los aeropuertos del país.
La mayoría del programa está filmado en Sídney, Melbourne y Brisbane. Ocasionalmente, el programa presenta otras ubicaciones como Perth, otros puertos, centros de correo internacional o redadas en lugares sospechosos de emplear inmigrantes ilegales.
La serie estuvo renovada para una decimoséptima temporada para 2018.

## Emisión
El espectáculo se estrenó con buena audiencia en Australia en 2004. La primera serie fue presentada por Grant Bowler, que se quedó tras las cámaras en las temporadas siguientes. Bowler proporciona la voz que narra cada historia. 
El show es también retransmitido internacionalmente. En España se emite por la cadena DMAX, en Nueva Zelanda,  por TVNZ televisión1, en Reino Unido por Discovery y en Irlanda por Virgin Media One.

## Críticas
El escritor Bob Burton en su libro Inside Spin: The Dark Underbelly of the PR Industry, denuncia que este tipo de programas televisivos son editados para eliminar todas las meteduras de pata de los agentes de aduanas.  Burton argumenta que este show es una burda propaganda del gobierno australiano para mostrar una eficacia y limpieza intachables en su control de fronteras.
En 2009 Media Watch  sugirió que los responsables del Departamento de Inmigración amenazaron con cesar su cooperación con Seven en la producción de episodios de la serie si no se prestaban a limpiar la imagen de Sandi Logan, su jefa de comunicación.
En noviembre de 2014 la activista Monica Jones fue detenida en el Centro de Detención de la Inmigración de Villawood después de que el Departamento de Inmigración y Protección de Frontera cancelara su visado turístico en Sídney. Jones comentó que los productores del show "supieron los detalles de lo qué Inmigración iba a hacer conmigo" y que "aproximadamente 30 segundos después los cámaras aparecieron... e intentaron meterme en su espectáculo televisivo".

## Versiones internacionales
Una versión canadiense del espectáculo, Control de fronteras: Canada, empezó su emisión en 2012. Fue cancelado después de tres temporadas, debido a que con su emisión la CBSA incumplía la Privacy Act.
Una versión de EE. UU. del espectáculo, Security USA, empezó en 2009 en los Estados Unidos. 
Una versión británica del espectáculo, titulado Nada para Declarar: Reino Unido, se estrenó en 2011 en el Reino Unido.
Una versión latinoamericana del espectáculo, titulado Alerta Aeropuerto filmado en El Dorado Aeropuerto en Bogotá, Colombia y Jorge Chávez Aeropuerto en Lima, Perú se estrenó en 2016 en Latinoamérica en National Geographic.